# Heinrich III. (Sayn)

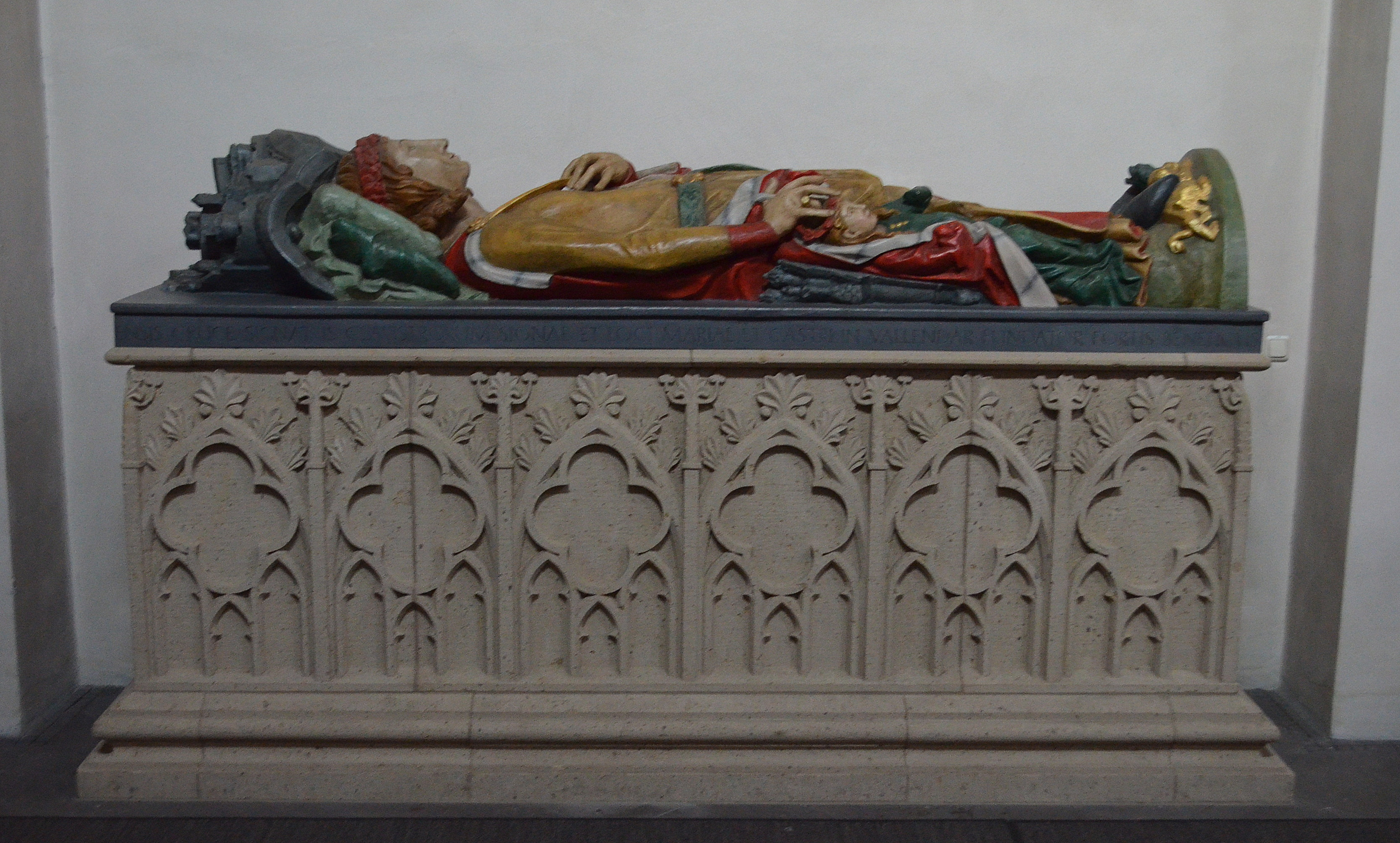
Grabmal des Grafen Heinrich III. von Sayn in der Abteikirche Sayn (Reproduktion)

Heinrich III. Graf von Sayn (* um 1185; † 1. Januar 1247 in Blankenberg), wegen seiner enormen Körpergröße der Große genannt, war Inhaber mehrerer Grafschaften und Vogt bedeutender rheinischer Stifte und einer der mächtigsten Dynasten am Mittel- und Niederrhein. Der Minnesänger Reinmar von Hagenau besingt seine Qualitäten als Jäger, Herrscher und Gastgeber. Mit seinem Tod erlosch das Grafengeschlecht der Sayner Grafen im Mannesstamm.

## Leben
Um das Jahr 1215 heiratete er durch Vermittlung von Papst Innozenz III. Mechthild von Landsberg, einzige Tochter des Dietrich von Landsberg und der Jutta Landgräfin von Thüringen. Mechthild brachte ihr mütterliches Erbe, das den Besitz der Thüringer Landgrafen am Mittelrhein umfasste, mit in die Ehe ein. Mit Mechthild zusammen stiftete Graf Heinrich zahlreiche Klöster, darunter 1215 das Kloster Sion in Köln, 1227 das Kloster Marienstatt bei Hachenburg, 1235 das Zisterzienser-Nonnenkloster Drolshagen, 1231 das Franziskaner- und spätere Minoritenkloster Seligenthal und nicht weit von Bonn – vermutlich auch – die Deutschherren-Kommende Ramersdorf.
Wohnorte des Paares waren die Burgen Blankenberg an der Sieg, Löwenburg im Siebengebirge und Sayn. Graf Heinrich galt als Freund der Dichter und Sänger; der Minnesänger Reinmar von Zweter pries ihn als milden Gönner der fahrenden Sänger und als biderben wirt, der geste wohlemphahen kann. Zwischen dem großen Theologen und Kirchenlehrer Albertus Magnus und dem Grafenpaar bestand ein vertrauensvolles Verhältnis. Später bestellte Mechthild Albert als Schiedsrichter bei ihren umfangreichen Schenkungen.
In Erfüllung von Heinrichs letztem Willen stiftete Gräfin Mechthild nach seinem Tode 1247 das Zisterzienserinnenkloster Herchen und 1247 im Bezirk des Burgfriedens von Blankenberg das Kloster Zissendorf.

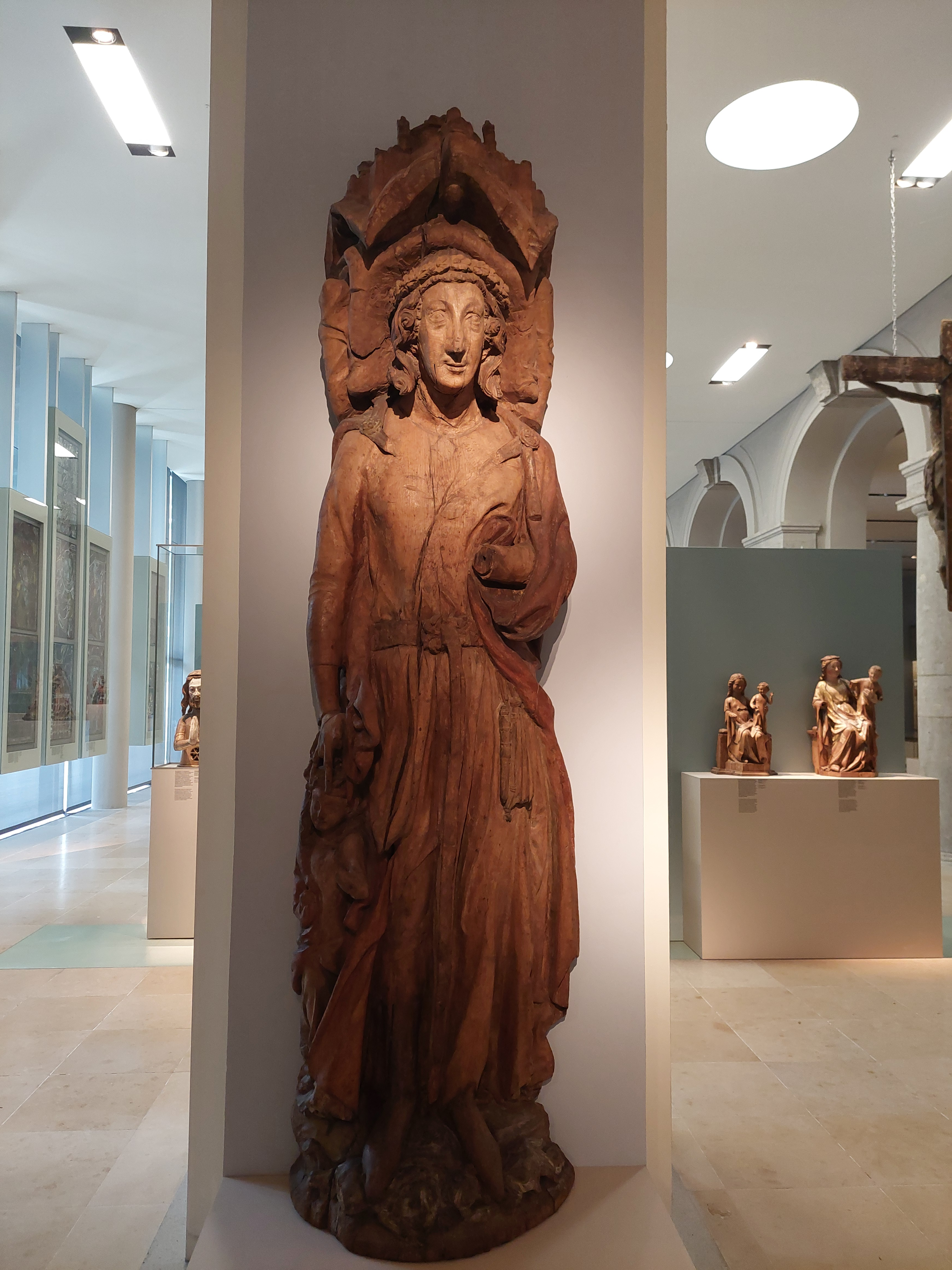
Originale Grabfigur Heinrich III. im Germanischen Nationalmuseum

Er starb kinderlos in der Silvesternacht 1246/47. Die Grabfigur aus Eiche, die sich heute im Germanischen Nationalmuseum in Nürnberg befindet, ist eine der bedeutendsten deutschen Grabfiguren des 13. Jahrhunderts. Eine Replik der Grabfigur befindet sich im ehemaligen Prämonstratenserkloster Maria Himmelfahrt und Johannes Evangelista in Sayn.
Das saynische Erbe fiel an seine Schwestern Adelheid, in erster Ehe mit dem Grafen Gottfried III. von Sponheim-Starkenburg verheiratet, und Agnes, die Gemahlin Graf Heinrichs von Blieskastel. Die neuen Grafen von Sayn aus dem Hause Sponheim teilten 1294 die Grafschaft unter den Brüdern Johann, der Sayn erhielt, und Engelbert, der die Marienburg in Vallendar übernahm. Die ältere Linie regierte in Sayn, Hachenburg und Altenkirchen, bis auch sie mit Graf Heinrich IV. von Sayn 1606 im Mannesstamm erlosch.
Berühmtheit erlangte der erfolglose Ketzerprozess des Inquisitors Konrad von Marburg im Jahr 1233 gegen Graf Heinrich III.